# 美間優槻
美間優槻（日语：／ Mima Yuki，1994年5月26日—），是日本的棒球選手之一，守備位置為內野手，曾效力於日本職棒廣島東洋鯉魚隊，2018年季中被交易至福岡軟銀鷹隊，2019年季末遭到釋出，並決定引退。

## 經歷
- 德島縣立鳴門渦潮高等學校
- 日本職棒廣島東洋鯉魚隊（2013年－2018年）
- 日本職棒福岡軟銀鷹隊（2018年－2019年）

## 職棒生涯成績
| 年度   | 球隊         | 出賽 | 打數 | 安打 | 全壘打 | 打點 | 盜壘 | 四死球 | 三振 | 壘打數 | 雙殺打 | 打擊率 |
| ------ | ------------ | ---- | ---- | ---- | ------ | ---- | ---- | ------ | ---- | ------ | ------ | ------ |
| 2015年 | 廣島東洋鯉魚 | 1    | 3    | 0    | 0      | 0    | 0    | 0      | 1    | 0      | 0      | 0.000  |
| 2018年 | 廣島東洋鯉魚 | 30   | 36   | 5    | 0      | 1    | 0    | 1      | 11   | 5      | 2      | 0.139  |
| 2019年 | 福岡軟銀鷹   | 15   | 22   | 2    | 1      | 1    | 0    | 0      | 5    | 6      | 0      | 0.091  |
| 合計   | 3年          | 46   | 61   | 7    | 1      | 2    | 0    | 1      | 17   | 11     | 2      | 0.115  |

## 特殊事蹟
- 2015年3月28日，對戰東京養樂多燕子隊初登板初先發擔任第七棒三壘手。
- 2018年4月13日，對戰讀賣巨人隊於9局上敲出生涯首安。
- 2018年5月23日，對戰讀賣巨人隊於1局下二壘有人時擊出安打，為生涯首分打點。
- 2019年4月21日，對戰埼玉西武獅隊於9局上從齊藤大將手中擊出生涯首轟。

## 外部連結
- 美間優槻在日本職棒（英语）
- 美間優槻在Baseball-Reference.com（小聯盟以及海外聯盟）（英语）
- 美間優槻在The Baseball Cube（英语）